# María Teresa de Austria (1638-1683)

Monograma.

María Teresa de Austria y Borbón (en francés: Marie-Thérèse d'Autriche; San Lorenzo de El Escorial, 10 de septiembre de 1638-Versalles, 30 de julio de 1683), infanta de España y de Portugal y, al casarse con Luis XIV, reina consorte de Francia desde 1660 hasta su muerte.

## Biografía
María Teresa de Habsburgo y Borbón era hija del rey Felipe IV de España y de su primera esposa la princesa Isabel de Francia, era por parte de madre nieta del rey Enrique IV de Francia, fue hermana del rey Carlos II de España y de Margarita Teresa de Austria.

## Matrimonio

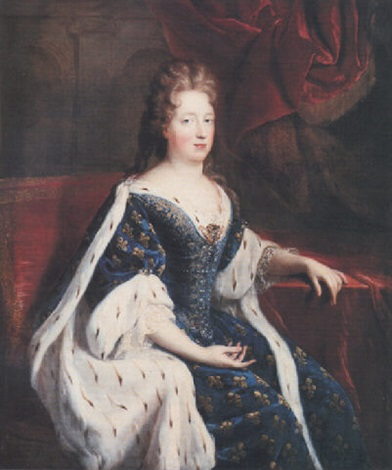
María Teresa de Austria (1638-1683)

La boda con el Rey Sol no impidió que Francia atacara a España en Flandes durante la Guerra de Devolución, ni en el Caribe, apoyando a los piratas (filibusteros y bucaneros) desde la Isla de la Tortuga (base francesa pirata, donde se abastecían de pólvora, municiones, etc.), llegando a atacar la parte occidental de La Española en manos francesas (Haití), con apoyo oficial hasta 1665, que fue restablecido posteriormente. 
La reina María Teresa llevó una vida de aislamiento y de tristeza durante todo su reinado. Salvo por una breve regencia en 1672, durante la campaña del rey contra Holanda, no desarrolló actividad política alguna.
Dio seis hijos al rey, de los cuales solo Luis, el llamado "Gran Delfín", la sobrevivió. Una enfermedad devastadora acabó con su vida en 1683, cuando ella solamente contaba con 44 años de edad.

## Abuela del primer rey Borbón de España
Años más tarde su nieto, Felipe de Francia, duque de Anjou, segundo hijo del Gran Delfín, sería proclamado rey de España con el nombre de Felipe V como sucesor de Carlos II, medio hermano menor de María Teresa, por lo cual los derechos dinásticos de la actual familia real española pasan por los de su antecesora y matriarca, única hija del rey Felipe IV en tener descendencia en la actualidad.

## Descendencia
De los seis hijos que tuvo con el rey Luis XIV de Francia, solo el mayor, Luis, llegó a la edad adulta, probablemente por culpa de la consanguinidad:
1. Luis de Francia (1661-1711), delfín de Francia; conocido como el Gran Delfín o "Monseigneur" y padre de Luis de Francia, Felipe V de España y Carlos de Francia;
2. Ana Isabel de Francia (18 de noviembre-30 de diciembre de 1662);
3. María Ana de Francia (16 de noviembre-26 de diciembre de 1664);
4. María Teresa de Francia (2 de enero de 1667-1 de marzo de 1672);
5. Felipe Carlos de Francia (5 de agosto de 1668-10 de julio de 1671), duque de Anjou;
6. Luis Francisco de Francia (14 de junio-4 de noviembre de 1672), duque de Anjou.

Existe además una leyenda que dice que la reina supuestamente habría tenido una hija con Nabo, su paje de origen africano. La niña, de nombre Louise Marie Thérèse, sería ocultada en un convento. Aunque existió y fue conocida como "La monja negra de Moret", lo más probable es que fuera hija del rey o incluso ahijada.

## Árbol familiar

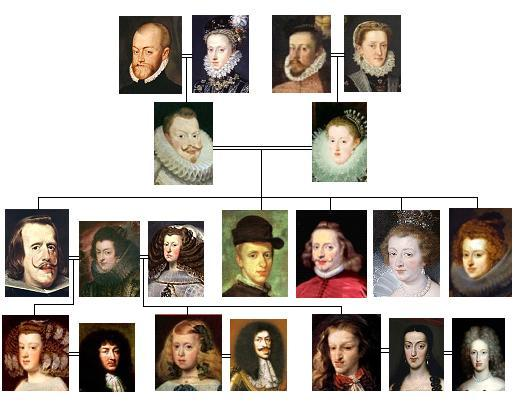
Árbol familiar de la infanta María Teresa de Austria

## Títulos
| Títulos Reales                       |                                                                   |                                              |
| Predecesor: Ana de Francia           | Reina consorte de Francia y Navarra 1660-1683                     | Sucedido por: María Leszczyńska              |
| Predecesor: Ana de Francia (en 1651) | Regente de Francia y Navarra 1672 en nombre de su esposo Luis XIV | Sucedido por: Felipe II de Orleans (en 1715) |